# Helmut Kristen
Helmut Johannes Eduard Kristen (* 31. Dezember 1929 in Uetersen; † 18. Februar 2012) war ein deutscher Chemiker und Professor für Organische Chemie an der Universität Rostock.

## Leben
Helmut Kristen wurde als Sohn des Papiermachers Josef Kristen (1903–1993) und dessen Ehefrau Magarete, geb. Rüter (1907–1988) geboren. Seine Frau war Angelika (geb. Korpus), die er 1953 heiratete und die am 19. Januar 1978 verstarb. Er besuchte von 1936 bis 1940 die Volksschule und war von 1940 bis 1947 mit kurzer Unterbrechung an der Mittelschule, wo er auch die Mittlere Reife ablegte. 1947 begann Kristen eine Chemielaborantenlehre bei den Nordmarkwerken Uetersen, die er 1949 abschloss. Nach kurzer Zeil als Chemielaborant war er an der Arbeiter-und-Bauern-Fakultät der Humboldt-Universität zu Berlin, wo er 1952 die Hochschulreife ablegte. Im selben Jahr begann Helmut Kristen ein Chemiestudium an der Martin-Luther-Universität Halle-Wittenberg, das er bis 1955 ausübte, um sein Studium an der Universität Rostock 1958 als Diplom-Chemiker zu beenden. Bis 1962 war er Wissenschaftlicher Assistent am Institut für Organische Chemie der Universität Rostock und promovierte zum Dr. rer. nat. Von 1964 bis 1968 war Helmut Kristen als Oberassistent am Institut für Tierernährung und Landwirtschaftliche Chemie der Universität Rostock tätig und  machte 1969 seine Habilitation zum  Dr. rer. nat. et agr. habil. Im selben Jahr wurde er zum Dozenten für Landwirtschaftliche Chemie und Biochemie an der Universität Rostock berufen und ab 1974 Außerordentlicher Professor an der Universität Rostock. Nach zwei Jahren wurde Kristen Ordentlicher Professor für Organische Chemie an der Universität Rostock und Stellvertretender Sektionsdirektor für Forschung an der Sektion Chemie der Universität Rostock. 1978 als Leiter des Wissenschaftsbereiches Synthesechemie in der Sektion Chemie wurde Helmut Kristen 1983 Direktor der Sektion Chemie an der Universität Rostock und 1993 in den Ruhestand versetzt.
Helmut Kristen war Träger der Humboldt-Medaille in Silber.

## Werke und Veröffentlichungen  (Auswahl)
- Festreden aus Anlass der Verleihung des Wilhelm-Pieck-Stipendiums an der Wilhelm-Pieck-Universität Rostock.
- Zur Reaktion von Derivaten der Aldose-mercaptale mit Bleitetraacetat in Benzol. Rostock, 1962
- Zur Bestimmung der Aminosäureverfügbarkeit über die Analyse von Kükenexkrementen. Rostock,. 1969.
- Untersuchungen über die Aminosäure-Absorption aus verschiedenen Proteinträgern. II. Vergleichende Untersuchungen über die Proteinverdaulichkeit und AminosäurenAbsorption bei wachsenden Schweinen. 1969.
- Spektroskopische Untersuchungen an substituierten 3-Arylamino-2-cyan-acrylsäure. 1975.
- Untersuchungen über die Aminosäure-Absorption aus verschiedenen Proteinträgern. III. Zur Absorption von 8 essentiellen Aminosäuren aus verschiedenen Futtermitteln bei Küken. 1976.
- Synthese und spektroskopische Untersuchungen substituierter 3-Amino-2-nitro- acrylsäureäthylester. 1976.
- On the geometric isomers of ethyl 2-nitro-3-ethoxyacrylate, ethyl 2-nitro-3 phenylaminoacrylate and ethyl 2-cyano-3-phenylaminoavrylate. 1976.
- Darstellung und Reaktionen von 1-Hydrazino-2-nitro-äthylen. Kurzreferat eines Vortrages auf der Chemidozententagung 24. – 26. Juli 1976 in Leipzig.
- Darstellung von 1-(2-Nitro-vinyl)-pyrazolderivaten. 1977.
- Push-Pull-Alkene als reaktive Synthesebausteine für Heterocyclen. 1977.
- Beitrag zur Darstellung von Chinazolin-(4)- und Benz[d][1.3]-oxazinon-(4)-derivaten. 1977.
- Beitrag zur Darstellung  von Verbindungen mit Amidino- bzw. Amidoximstruktur. 1978.
- Organische Chemie / Lehrbrief 1. Einführung in die Chemie der einfachen Kohlenstoffverbindungen. 1981.